# サルツァ・イルピーナ
サルツァ・イルピーナ（伊: Salza Irpina）は、イタリア共和国カンパニア州アヴェッリーノ県にある、人口約700人の基礎自治体（コムーネ）。

## 地理

### 位置・広がり

#### 隣接コムーネ
隣接するコムーネは以下の通り。
- キウザーノ・ディ・サン・ドメーニコ
- パロリーゼ
- サン・ポティート・ウルトラ
- ソルボ・セルピコ
- ヴォルトゥラーラ・イルピーナ